# Concepción del Uruguay
Concepción del Uruguay là thành phố Argentina. 
Thành phố nằm trong tỉnh Entre Ríos, bờ tây của sông Uruguay, 320 km về phía bắc Buenos Aires. Dân số theo điều tra năm 2001 là 65.000 người. Thành phố được lập ngày 25 tháng 6 năm 1783 bởi Tomás de Rocamora.

## Khí hậu
| Dữ liệu khí hậu của Concepción del Uruguay (1981–2010) | Dữ liệu khí hậu của Concepción del Uruguay (1981–2010) | Dữ liệu khí hậu của Concepción del Uruguay (1981–2010) | Dữ liệu khí hậu của Concepción del Uruguay (1981–2010) | Dữ liệu khí hậu của Concepción del Uruguay (1981–2010) | Dữ liệu khí hậu của Concepción del Uruguay (1981–2010) | Dữ liệu khí hậu của Concepción del Uruguay (1981–2010) | Dữ liệu khí hậu của Concepción del Uruguay (1981–2010) | Dữ liệu khí hậu của Concepción del Uruguay (1981–2010) | Dữ liệu khí hậu của Concepción del Uruguay (1981–2010) | Dữ liệu khí hậu của Concepción del Uruguay (1981–2010) | Dữ liệu khí hậu của Concepción del Uruguay (1981–2010) | Dữ liệu khí hậu của Concepción del Uruguay (1981–2010) | Dữ liệu khí hậu của Concepción del Uruguay (1981–2010) |
| Tháng                                                  | 1                                                      | 2                                                      | 3                                                      | 4                                                      | 5                                                      | 6                                                      | 7                                                      | 8                                                      | 9                                                      | 10                                                     | 11                                                     | 12                                                     | Năm                                                    |
| ------------------------------------------------------ | ------------------------------------------------------ | ------------------------------------------------------ | ------------------------------------------------------ | ------------------------------------------------------ | ------------------------------------------------------ | ------------------------------------------------------ | ------------------------------------------------------ | ------------------------------------------------------ | ------------------------------------------------------ | ------------------------------------------------------ | ------------------------------------------------------ | ------------------------------------------------------ | ------------------------------------------------------ |
| Cao kỉ lục °C (°F)                                     | 40.4 (104.7)                                           | 38.1 (100.6)                                           | 38.0 (100.4)                                           | 35.3 (95.5)                                            | 32.9 (91.2)                                            | 27.9 (82.2)                                            | 30.8 (87.4)                                            | 33.6 (92.5)                                            | 36.8 (98.2)                                            | 37.9 (100.2)                                           | 37.6 (99.7)                                            | 40.4 (104.7)                                           | 40.4 (104.7)                                           |
| Trung bình ngày tối đa °C (°F)                         | 31.1 (88.0)                                            | 29.6 (85.3)                                            | 28.0 (82.4)                                            | 23.7 (74.7)                                            | 20.2 (68.4)                                            | 17.2 (63.0)                                            | 16.8 (62.2)                                            | 19.2 (66.6)                                            | 20.7 (69.3)                                            | 23.9 (75.0)                                            | 26.6 (79.9)                                            | 29.4 (84.9)                                            | 23.9 (75.0)                                            |
| Trung bình ngày °C (°F)                                | 24.7 (76.5)                                            | 23.5 (74.3)                                            | 21.8 (71.2)                                            | 17.8 (64.0)                                            | 14.3 (57.7)                                            | 11.5 (52.7)                                            | 11.0 (51.8)                                            | 12.9 (55.2)                                            | 14.6 (58.3)                                            | 17.9 (64.2)                                            | 20.7 (69.3)                                            | 23.0 (73.4)                                            | 17.8 (64.1)                                            |
| Tối thiểu trung bình ngày °C (°F)                      | 18.5 (65.3)                                            | 17.9 (64.2)                                            | 16.2 (61.2)                                            | 12.5 (54.5)                                            | 9.1 (48.4)                                             | 6.6 (43.9)                                             | 5.9 (42.6)                                             | 7.1 (44.8)                                             | 8.7 (47.7)                                             | 11.9 (53.4)                                            | 14.5 (58.1)                                            | 16.8 (62.2)                                            | 12.1 (53.9)                                            |
| Thấp kỉ lục °C (°F)                                    | 8.0 (46.4)                                             | 7.3 (45.1)                                             | 5.3 (41.5)                                             | 0.5 (32.9)                                             | −3.3 (26.1)                                            | −4.2 (24.4)                                            | −4.8 (23.4)                                            | −4.1 (24.6)                                            | −4.3 (24.3)                                            | −0.8 (30.6)                                            | 2.0 (35.6)                                             | 6.7 (44.1)                                             | −4.8 (23.4)                                            |
| Lượng Giáng thủy trung bình mm (inches)                | 109.4 (4.31)                                           | 120.8 (4.76)                                           | 123.8 (4.87)                                           | 130.3 (5.13)                                           | 88.1 (3.47)                                            | 57.6 (2.27)                                            | 49.6 (1.95)                                            | 51.4 (2.02)                                            | 66.5 (2.62)                                            | 109.7 (4.32)                                           | 112.6 (4.43)                                           | 119.9 (4.72)                                           | 1.139,7 (44.87)                                        |
| Độ ẩm tương đối trung bình (%)                         | 67                                                     | 72                                                     | 74                                                     | 78                                                     | 80                                                     | 82                                                     | 79                                                     | 75                                                     | 73                                                     | 72                                                     | 69                                                     | 66                                                     | 74                                                     |
| Số giờ nắng trung bình tháng                           | 291.4                                                  | 231.7                                                  | 232.5                                                  | 186.0                                                  | 176.7                                                  | 138.0                                                  | 164.3                                                  | 182.9                                                  | 195.0                                                  | 229.4                                                  | 264.0                                                  | 285.2                                                  | 2.577,1                                                |
| Số giờ nắng trung bình ngày                            | 9.4                                                    | 8.2                                                    | 7.5                                                    | 6.2                                                    | 5.7                                                    | 4.6                                                    | 5.3                                                    | 5.9                                                    | 6.5                                                    | 7.4                                                    | 8.8                                                    | 9.2                                                    | 7.1                                                    |
| Nguồn: Instituto Nacional de Tecnología Agropecuaria   |                                                        |                                                        |                                                        |                                                        |                                                        |                                                        |                                                        |                                                        |                                                        |                                                        |                                                        |                                                        |                                                        |

## Thể thao
- Club Atlético Engranaje, câu lạc bộ bóng đá